# Diplomys labilis
Espèce
Statut de conservation UICN

 LC  : Préoccupation mineure
Diplomys labilis est une espèce de mammifères rongeurs de la famille des Echimyidae. Ce rat épineux est localisé en Colombie, au Panama et en Équateur.
Cette espèce a été décrite pour la première fois en 1901 par le zoologiste américain Outram Bangs (1863-1932). 